# MindGeek
Aylo（前稱：Mindgeek）是一家總部位於盧森堡的私人控股公司，主要經營網際網路色情行業。其主要辦事處設於蒙特利爾，另外在漢堡、倫敦、洛杉磯、侯斯頓、邁阿密和尼科西亞亦設有辦事處。
Aylo旗下經營著多個知名色情網站，其中包括色情影片分享網站Pornhub、RedTube和YouPorn、色情片製作公司Brazzers、數位遊樂場、Men.com、Reality Kings和Sean Cody，以及成人電子遊戲製作公司Nutaku等。

## 相關事件
2010年，總部位於盧森堡的MindGeek公司收購全球知名的Pornhub色情網站，和其旗下的YouPorn、Redtube等同類網站組成了全球最大的色情影片聯盟。

## 外部連結
- 官方网站